# Callirhipis lherminieri
Callirhipis lherminieri là một loài bọ cánh cứng trong họ Callirhipidae. Loài này được Laporte de Castelnau miêu tả khoa học đầu tiên năm 1834.